# Halimolobos
Halimolobos là chi thực vật có hoa trong họ Cải. Chi này có khoảng 19-24 loài, phân bố chủ yếu ở Bắc Mỹ, đặc biệt là Mexico.

## Các loài
- Halimolobos diffusa (A. Gray) O.E. Schulz
- Halimolobos elatus (Rollins) Al-Shehbaz & C.D. Bailey
- Halimolobos henricksonii (Rollins) Al-Shehbaz & C.D. Bailey
- Halimolobos jaegeri (Munz) Rollins
- Halimolobos lasioloba O.E. Schulz
- Halimolobos mollis
- Halimolobos multiracemosus (S. Watson) Rollins
- Halimolobos pedicellata (Rollins) Rollins
- Halimolobos perplexa (L.F. Hend.) Rollins
- Halimolobos pubens (A. Gray) Al-Shehbaz & C.D. Bailey
- Halimolobos stylosus (Rollins) Al-Shehbaz & C.D. Bailey
- Halimolobos virgata
- Halimolobos whitedii (Piper) Rollins